# Астробой
Астро Бой, відомий в Японії та в «Плутоні» як Атом (яп. アトム, Atomu) — супергерой і головний герой однойменної франшизи. Персонаж, створений Осаму Тедзукою, був представлений у манзі «Капітан Атом» 1951 року. Astro Boy з'являвся в анімаційних телевізійних шоу (зокрема, у серіалах 1963, 1980, 2003 років) і повнометражних адаптаціях однойменної манґи, а також у телевізійних серіалах, інших роботах Тезуки та відеоіграх.
7 квітня 2003 року місто Ніїдза зареєструвало персонажа як фактичного мешканця. У 2004 році його також включили до Зали слави роботів.

## Створення і задум
Атом (відомий як Astro Boy або просто Astro англійською) спочатку з'явився як персонаж другого плану в коміксі Atom Taishi (Ambassador Atom, іноді його називають Captain Atom), який з'явився в Shonen, щомісячному журналі для хлопчиків, у квітні 1951 року. Потім Тезука створив серію коміксів, в якій Астро був головним героєм.
Осаму Тезука створив Астро, за словами Фредеріка Л. Шодта (творця англомовної версії манги Astro Boy), «зворотним Піноккіо XXI століття, майже ідеальним роботом, який прагнув стати більш людяним і емоційний і служити інтерфейсом між людиною та машиною». У міру розвитку художнього стилю Тедзуки Astro «став більш сучасним і „милим“», щоб зацікавити аудиторію хлопчиків початкової школи.

### Художній фільм
Дія фільму розгортається у футуристичному Метро-Сіті, мегаполісі, який ширяє в небі над забрудненою «Поверхнею». Населенню Метро-Сіті допомагає безліч різноманітних роботів, яких скидають на поверхню, коли вони зламані чи не використовуються. Тобі, син доктора Тенми, дізнається, що його батько збирається показати президенту Стоуну, мілітаристському лідеру міста, Миротворця, нового робота-охоронця, над яким він працював. Доктор Елефун, один із колег Тенми, знайомить Стоуна з Синім і Червоним Ядрами, двома енергетичними сферами, видобутими з фрагмента зірки, які виробляють енергію, яка може живити роботів за допомогою позитивної та негативної енергії відповідно. Стоун поміщає Червоне Ядро в Миротворця, змушуючи його вийти з-під контролю. Миротворець намагається напасти на людей, але Тенма ставить між ними бар'єр. Тим часом Тобі був достроково звільнений зі школи, і він підключає Орріна, робота своєї родини, щоб відвідати демонстрацію Міністерства науки «Миротворця». Прагнучи ближче роздивитися Миротворця, Тобі потрапляє в ту саму кімнату, що й робот, лише для першої спроби Миротворця знищити перешкоду, що призвело до зворотного ефекту, в результаті якого Тобі був повністю знищений. Після того, як Миротворця зупинили служби безпеки, доктор Тенма, охоплений відчаєм, створює ідентичного робота-клона Тобі, використовуючи ДНК із пасма його волосся, щоб отримати його спогади, які змусять робота вважати себе Тобі. Він також живить робота позитивним синім ядром. Робот швидко оживає, і Тенма повертає його додому.
Тенма швидко розуміє, що, хоча робот володіє спогадами Тобі, він не зовсім схожий на його рідного сина, про що йому часто нагадують вищі розумові та фізичні здібності робота. Спочатку Тенма включив сили робота, щоб запобігти повторному знищенню його «сина». Не знаючи, що він робот, Тобі намагається зрозуміти, чому він може розуміти мову деяких роботів-прибиральників, і виявляє, що може літати за допомогою ракетних прискорювачів, захованих у його черевиках. Він виявляє різні інші здібності та повертається додому, щоб розповісти про це своєму батькові, але виявляє, що Тенма та Елефун обговорюють його дезактивацію. Тенма відкриває Тобі, що він робот. Люди Президента Стоуна виявляють енергетичний підпис Блакитного Ядра та переслідують Тобі. Камінь кличе Дух Свободи: масивний літаючий бойовий корабель із важким озброєнням. Втративши свідомість, Тобі падає з плавучого міста та приземляється на звалищі під ним. Він зустрічає кількох дітей, у тому числі Кору, дівчину, яка покинула Метро-Сіті після того, як її батьки знехтували нею, і робота-собаку на ім'я Смітник. Тобі зустрічає Фронт революції роботів: Спаркса, Роботскі та Майка Холодильника, які легко ідентифікують Тобі як робота та перейменують його на «Астро». Астро погоджується зі своїм новим іменем і живе з дітьми та їхнім батьком, Хамеггом, який, здається, піклується про зламаних роботів, але таємно ставиться до роботів так само бездушно, як і Стоун, а також проводить Ігри роботів: руйнівні гладіаторські матчі, у яких роботи змушені боротися до смерті.
Астро та його друзі знаходять автономного робота-конструктора на ім'я ZOG. Астро таємно оживляє ZOG, і діти повертають його та очищають для ігор Hamegg. Пізніше тієї ночі Астро стикається з Корою, яка намагається зателефонувати в Метросіті. Вона розповідає йому, що у неї насправді є батьки, і хвилюється, чи не сумуватимуть вони за нею. Астро обіцяє нічого не розповідати і намагається розповісти їй свій секрет, але не може. Наступного дня під час ігор Hamegg, Hamegg зраджує Астро, дізнавшись, що він робот, і протиставляє Астро іншим роботам у Robot Games. Не маючи можливості просто піти, Астро змушений знищити всіх роботів. Хамегг відпускає ZOG, щоб Астро бився, але обидва відмовляються битися один з одним. Стоун і його люди прибувають і заарештовують Астро. Вони повертають його до Міністерства науки, де Тенму просять видалити Блакитне ядро; однак в останній момент він змінює думку, визнаючи, що навіть якщо Астро не Тобі, він все одно його син, і дозволяє Астро втекти. Це єдине ЗМІ, в якому Тенма приймає своє творіння назад як свого сина. Стоун знову поміщає Червоне Ядро в Миротворця, щоб воно поглинуло його і взяло його свідомість. Астро та Стоун воюють по всьому місту, руйнуючи більшість будівель і змушуючи місто падати на Землю. Астро може уповільнити спуск Метро-Сіті, пролітаючи під ним і штовхаючи вгору своїми ракетами-ногами. Кора, інші діти та Революція роботів намагаються допомогти зруйнувати злиття Миротворця та Камня. Стоун ловить Астро і збирається поглинути його, але коли Синє та Червоне Ядра стикаються, він випускає Астро через близькість двох Ядер, що завдає йому сильного болю.
Астро приземляється в будівлі, де він возз'єднується з Тенмою. Тенма повідомляє йому, що якщо Блакитне Ядро і Червоне Ядро об'єднаються, Астро і Миротворець загинуть. Астро вирішує, що це була причина його створення, і летить прямо до Стоуна, врізаючись у нього та об'єднуючи Ядра, що знищує Миротворця та звільняє Стоуна (який вибитий із зіткнення). Однак, оскільки обидва Ядра вичерпали енергію, Стоун прокидається, але його заарештовують його власні війська. Astro вимкнено. Кора, доктор Елефун та інші знаходять тіло Астро. ZOG передає частину своєї енергії Блакитного Ядра (яку Астро люб'язно дав йому) Астро; після перезапуску каталізатора Блакитне ядро знову стає необмеженим джерелом енергії, тому Астро легко відроджується, а його рани автоматично заживають. Астро возз'єднується з доктором Тенмою, а Кора знаходить своїх батьків і мириться з ними. Коли над містом з'являється інопланетна форма життя, фільм закінчується тим, що Астро підлітає, щоб битися з нею.
Зброя Астро у фільмі була змінена або змінена порівняно з іншими серіями. Астро має кулемети на спині, як у серіалі 1980-х, але цього разу вони стріляють справжніми кулями, а не лазерами. У нього відсутні пальчикові лазери «дігібім». Замість ручної гармати в серії 2003 року її замінено на повні бластери в обох руках. Крім того, на його зброї відсутні ракети, хоча гармати на зброї також можуть служити засобом руху. У серіалі 1980-х років очі Астро діють як світло, а в серіалі 2003 року вони дозволяють йому аналізувати речі. Однак у фільмі вони також є вогниками, хоча вони можуть бачити крізь шкіру або тканину, що імітує шкіру, подібно до рентгенівського знімка. Крім того, Астро зберіг супер слух і силу, а також ракети в ногах.
Іншою відмінністю є джерело живлення Astro. У оригінальному серіалі його живлять атоми (звідси його японська назва), але у фільмі він живиться енергією Блакитного ядра, створеною з чистої позитивної енергії. Невідомо, чому сценаристи змінили його джерело живлення. Крім того, це перший випадок, коли Уран взагалі не з'являється.

## Інші виступи
Як частина Зоряної системи Осаму Тедзуки, Астро з'являється в кількох роботах художника (хоча його не завжди ідентифікують як «Астробой»).

### Список появ Astro Boy
- «Astro Boy» в Captain Atom — 1951
- «Astro Boy» в Astro Boy — 1952
- «Conference Participant» в The Adventure of Rock — 1952
- «Sergeant Ichinotani» в X-Point on the South Pacific — 1953
- «Ryoichi» в The Destroyer of the Earth — 1954
- «Captain Larry» в My Memory — 1959
- «Astro Boy» в Shikuoyamaengi Picture Scroll — 1962
- «The Mask» в Robot Labor Union Leader — 1964
- «Astro Boy» в Gachaboi's Record of One Generation — 1970
- «Astro Boy» в Lion Books: A Hundred Tales — Chapter of Gold — 1971
- «The Mask» в Bakaichi — 1971
- «The Mask» в Japanese People in 1972 — 1972
- «Flying Man Competition Spectator» в Black Jack: Man Bird — 1973
- «Isao» в Black Jack: Son of Shiva — 1974
- «Black Jack's Client» в Black Jack: You did it! — 1975
- «Person in Framed Painting» в Black Jack: Teruteru Bozu — 1976
- «Astro Boy» в The Three-eyed One: The Magician — 1976
- «Passerby» в Black Jack: Black Jack Saves his Savior — 1978
- «Astro Boy» в Osamu Tezuka on American Comics — 1979
- «Person in Painting» в Unico: Shogaku-Ichinensei Version — 1980
- «Face of Jinnai» в Princess Lumpenela — 1980
- «Jimmy» в Rainbow Parakeet: House of Doll — 1981
- «The Mask» в Rainbow Parakeet: Forest of Fossil — 1981
- «Black Jack» в How the World of Anime will look in the 21st Century — 1982
- «Astro Boy» в A word from the parent who bore you — 1982
- «Jimmy» в Golden Bat — 1982
- «Astro Boy» в Rabbit House 2001 — 1982
- «Person in Painting» в This is what's going to happen in 1983 — 1983
- «Astro Boy» в Dream cars & cars of the future — 1984
- «Astro Boy» в Atom Cat — 1986
- «The Mask» в Fuku-chan in 21st Century — 1986
- «Adam» в Undersea Super Train: Marine Express — 1979 anime
- Кілька епізодичних ролей у Black Jack TV
- Епізодичну роль у двох епізодах Kimba the White Lion
- «Monica Teen» у розділах 43 та 44 (арка Зеленого Скарбу)
- «Atom» в «Плутоні», ремейку сюжетної арки «The Greatest Robot on Earth» (地上最大のロボット, Chijō Saidai no Robotto) від Урасави Наокі – 2003

## Рецепція
Астро був включений до списку 50 найкращих персонажів коміксів журналу Empire, займаючи сорок третє місце, що робить Астро єдиним персонажем манги в цьому списку. Кріс Маккензі з IGN також поставив Astro Boy на друге місце у списку найкращих персонажів аніме всіх часів. Астро посів десяте місце в списку 10 найвідоміших аніме-героїв Mania Entertainment, автором якого є Томас Зот, який прокоментував, що «він був першим великим героєм сучасного мультфільму Японії на друкованих сторінках і на телеекрані». У 2014 році IGN назвав його четвертим найкращим аніме-персонажем усіх часів.
Кацухіро Отомо вибрав ATOM як назву головного комп'ютера у своїй манзі «Вогняна куля» на знак поваги до Тедзуки та персонажа.